# Kvarteta
Kvarteta (šp. cuarteta) je španska vrsta strofe od četiri stiha. Najčešće su to osmerci. To je varijanta redondilje. Rima je konsonantska. Razlika u odnosu na redondilju je u rasporedu rime: ukrštena je (abab). 
Javlja se još u  veku, ali je nezavisna tek u  veku.
{{citat|-{(a) Luz del alma, luz divina,
(b) faro, antorcha, estrella, sol.
(b) Un hombre a tientas camina; 
(a) lleva a la espalda un farol}-.|Antonio Maćado}}
Takođe postoji i kvarteta sa asonantskom rimom. Narodnog je karaktera. Zove se tirana ili kvarteta sa asonantskom rimom (šp. tirana o cuarteta asonantada):
{{citat|-{Por una mirada un mundo,
por una sonrisa un cielo,
por un beso, yo no sé
qué te diera por un beso}-.|Gustavo Adolfo Beker}}